# Pagari
Koordinaten: 59° 16′ N, 27° 23′ O
Pagari (deutsch Paggar) ist ein Dorf (estnisch küla) in der Landgemeinde Alutaguse (bis 2017 Mäetaguse). Es liegt im Kreis Ida-Viru (Ost-Wierland) im Nordosten Estlands.

## Beschreibung und Geschichte
Das Dorf hat 164 Einwohner (Stand 1. Januar 2011). Es wurde erstmals 1241 im Liber Census Daniæ als Paccari urkundlich erwähnt. Die Sehenswürdigkeit des Dorfes ist neben dem Herrenhaus des Guts ein Kreuz aus Kalkstein aus dem 18. Jahrhundert.

## Gut Pagari
Seit der zweiten Hälfte des 17. Jahrhunderts ist das Gut von Pagari belegt. Damals gehörte es dem Rittmeister Otto von Delwig. Ende des 19. Jahrhunderts war das Gut mit 20.000 Desjatin eines der größten in Estland. Von 1748 bis zur Umsiedlung der Deutschbalten 1939 gehörte es der Familie von Stackelberg.
Das Herrenhaus aus Holz stammt aus der zweiten Hälfte des 19. Jahrhunderts. Das eingeschossige Gebäude aus dem Jahr 1877 ist eines der bedeutendsten Zeugnisse des späten Klassizismus in der estnischen Herrenhausarchitektur. Es stand inmitten eines sieben Hektar großen Parks, der im englischen Stil angelegt worden war. Zwei Alleen führten auf das Herrenhaus zu.